# Resultados do Carnaval de Campo Grande em 2016
Resultados do Carnaval de Campo Grande em 2016. A Unidos da Vila Carvalho foi a campeã com o enredo Meio Século de Samba, Meu Coração é Verde e Rosa, Dê ao Zé o que é de Zé.

## Grupo Especial
| Posição | Escola                  | Pontos | Ref.  |
| ------- | ----------------------- | ------ | ----- |
| 1º      | Unidos da Vila Carvalho | 266,3  | [ 1 ] |
| 2º      | Igrejinha               | 264,7  | [ 1 ] |
| 3º      | Catedráticos do Samba   | 259,4  | [ 1 ] |
| 4º      | Deixa Falar             | 252,8  | [ 1 ] |
| 5º      | Unidos do Cruzeiro      | 243,1  | [ 1 ] |

## Grupo de acesso
| Posição | Escola                  | Pontos | Nota      | Ref.  |
| ------- | ----------------------- | ------ | --------- | ----- |
| 1º      | Cinderela Tradição      | 260,4  | Promovida | [ 2 ] |
| 2º      | Unidos do Aero Rancho   | 242    |           | [ 2 ] |
| 3º      | Unidos do São Francisco | 225    |           | [ 2 ] |

## Blocos
| Posição | Escola         | Pontos | Ref.  |
| ------- | -------------- | ------ | ----- |
| 1º      | Bem Te Vi      | 348    | [ 3 ] |
| 2º      | Turma do Mel   | 312    | [ 3 ] |
| 3º      | Eu meto o bico | 310    | [ 3 ] |